# Герео, Говард
Говард Герео (англ. Howard Gereo; род. 18 апреля 1978) — папуанский боксёр, представитель легчайшей и наилегчайшей весовых категорий. Выступал за сборную Папуа — Новой Гвинеи по боксу в середине 1990-х годов, чемпион Океании, чемпион Арафурских игр, участник летних Олимпийских игр в Атланте.

## Биография
Говард Герео родился 18 апреля 1978 года.
Дебютировал в боксе на взрослом международном уровне в сезоне 1994 года, когда вошёл в основной состав папуанской национальной сборной и выступил на Играх Содружества в Виктории, где в 1/8 финала наилегчайшей весовой категории был остановлен англичанином Дэнни Костелло.
В 1995 году побывал на чемпионате Океании в Нукуалофа, откуда привёз награду серебряного достоинства, выигранную в наилегчайшем весе — в решающем финальном поединке уступил представителю Австралии Сергину Усеинову.
Благодаря череде удачных выступлений удостоился права защищать честь страны на летних Олимпийских играх 1996 года в Атланте. Уже в стартовом поединке категории до 51 кг со счётом 4:11 потерпел поражение от алжирца Мехди Ассуса и сразу же выбыл из борьбы за медали.
После атлантской Олимпиады Герео ещё в течение некоторого времени оставался в составе боксёрской команды Папуа — Новой Гвинеи и продолжал принимать участие в крупнейших международных турнирах. Так, в 1997 году в легчайшем весе он одержал победу на Арафурских играх в Дарвине, был лучшим на домашнем чемпионате Океании в Порт-Морсби, выступил на Кубке короля в Бангкоке.